# Fritz Raaflaub
Fritz Emanuel Raaflaub (* 7. Februar 1884 in Münchenbuchsee; † 5. August 1953 am Niederhorn) war ein Schweizer Politiker (FDP).

## Leben
Raaflaub studierte Philosophie und Rechtswissenschaft an den Universitäten Bern und Paris. Er war zuerst als Sekundarlehrer, dann als Fürsprecher in Thun und Bern tätig. Von 1910 bis 1912 war er Gerichtspräsident in Bern, von 1912 bis 1920 Staatsanwalt des Kantons Bern. Von 1920 bis 1947 gehörte Fritz Raaflaub dem Gemeinderat der Stadt Bern an. Er stand anfangs der Schuldirektion und ab 1926 der Finanzdirektion vor. Raaflaub gehörte ab 1921 auch dem Grossen Rat des Kantons Bern an.
Fritz Raaflaub starb während einer Wanderung auf dem Niederhorn. Er hinterliess eine Frau und drei Töchter.